# موسیقی در دوران ساسانیان

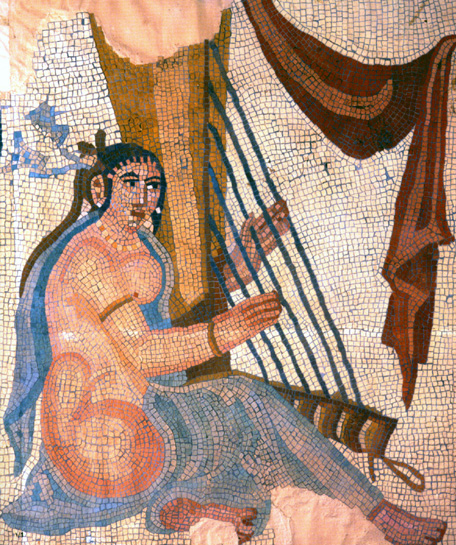
موزاییک مرمر مربوط به دورهٔ ساسانی (۲۶۰ پس از میلاد)، بیشاپور

در دوران ساسانیان موسیقی رونق فراوان پیدا کرد. در این دوران رامشگران و خنیاگران (موسیقی‌دانان) در بارگاه شاهان ساسانی مقام بالایی داشتند و گاهی رابط بین مردم و دربار می‌شدند. برخی از مشهورترین موسیقی‌دانان ایران باستان از جمله باربد و نکیسا نیز در همین دوران به شکوفایی رسیدند.

## تاریخچه
سلسله‌هایی که پیش از ساسانیان در ایران حکومت می‌کردند و از آن‌ها تاریخ مستند موجود است شامل پیشدادیان، کیانیان، مادها، هخامنشیان، سلوکیان (اسکندر و جانشینان یونانی او) و اشکانیان می‌شدند. در سه مورد اول، سندی دقیق در مورد وضعیت موسیقی در آن دوره‌ها وجود ندارد، اما چنین بر می‌آید که در زمان مادها موسیقی‌دانان جایگاه والایی داشتند. در دورهٔ هخامنشیان نیز انواع موسیقی (بزمی، رزمی و مذهبی) رایج بوده اما مدارک کتبی در این باره محدود است. در دورهٔ سلوکیان، فرهنگ و دانش موسیقایی یونانیان در ایران رواج داده شد و منجر به پیوندی عمیق بین موسیقی ایران باستان و موسیقی یونانی گردید. در دورهٔ اشکانیان نیز ده‌ها شهر یونانی‌نشین در ایران وجود داشت و این ارتباط فرهنگی تداوم یافت. سلسلهٔ ساسانیان اولین سلسله‌ای است که در مورد وضعیت موسیقی در آن اسناد مکتوب کافی وجود دارد و روشن است که در آن دوران موسیقی جایگاهی والا نزد مردم و نیز نزد دربار داشت. در آئین مزدک نیز که در زمان قباد ساسانی ظهور کرد، موسیقی به عنوان یکی از نیروهای معنوی جلوه‌گر می‌شود. به عقیدهٔ مهدی برکشلی مجموع شواهد نشان می‌دهد که می‌توان موسیقی ساسانیان را ریشهٔ موسیقی ایران بعد از اسلام و همچنین ریشهٔ موسیقی‌های ممالک اسلامی دانست.
در دورهٔ ساسانیان که ۴۲۸ سال طول کشید، قریب به ۴۰ پادشاه سلطنت کردند که از این میان، نقش چهار پادشاه مهم‌تر بود و در زمان آنان تغییرات عمده در اوضاع کشور و نیز در وضع موسیقی و موسیقی‌دانان پدید آمد. این چهار پادشاه عبارت بودند از اردشیر بابکان، بهرام گور، انوشیروان، و خسرو پرویز. در دورهٔ اردشیر بابکان، درباریان به هفت صنف تقسیم می‌شدند و رامشگران صنف پنجم بودند. این روال در زمان پادشاهان بعدی هم تداوم دشت اما بهرام گور مقام و منزلت رامشگران و خنیاگران را ارتقا داد و در مرتبه و طبقهٔ اول قرار داد. روایت شده که بهرام به رفاه مردمان اهمیت بسیاری می‌داد و اعتقاد داشت مردم باید مانند خود او زندگی کنند؛ از همین رو سفارش داده بود که دوازده هزار کولی یا لوری (به معنای نوازنده) از هندوستان به ایران وارد کنند تا برای مردم موسیقی بنوازند. تعداد این لوریان (یا لولیان) در برخی منابع دیگر متفاوت ذکر شده (مثلاً در شاهنامه فردوسی ده‌هزار ذکر شده) اما در اصل مطلب بین آن‌ها توافق هست. به هر تقدیر، جایگاه اعلای موسیقی‌دانان در دربار توسط جانشینان بهرام گور نیز حفظ شد تا آن که در زمان انوشیروان باری دیگر به شکلی که در زمان اردشیر متداول بود بازگشت. نام این نوازندگان هم به صورت کولی، کاولی یا کابلی و هم به صورت لوری (اشاره به این که بعداً در لرستان سکنا گزیدند) یا لولی آمده‌است و ریشهٔ تاریخی‌شان به دوران هخامنشیان باز می‌گردد که در آن بسیاری از موسیقی‌دانان این تمدن در منطقهٔ هندوستان ساکن بودند.
دورهٔ خسرو پرویز را عده‌ای دورهٔ طلایی موسیقی ایران باستان می‌دانند، اگر چه داریوش صفوت معتقد است که در این دوره جایگاه موسیقی‌دانان به اندازهٔ دوران بهرام گور رفیع نبود. در دورهٔ خسرو پرویز موسیقی‌دانان شاخصی از جمله باربد و نکیسا شکوفا گشتند.

## موسیقی‌دانان برجسته
داریوش صفوت با بررسی منابع مختلف، فهرستی از موسیقی‌دانان برجسته دورهٔ ساسانیان را به شرح زیر ذکر کرده‌ است و تأکید کرده که بیشتر آن‌ها مربوط به دورهٔ خسرو پرویز بوده‌اند:
- آزادوار چنگی
- آفرین
- باربد: نام او به صورت «پهلبد»، «فهلبد» و «باربد جهرمی» نیز آمده‌ است. وی نوازندهٔ عود بود و مقام اجتماعی بسیار والایی داشت و مورد علاقهٔ ویژهٔ خسرو پرویز بود.
- بامشاد
- خار کش
- خسروانی
- رامتین: نام وی به صورت رامنین، رامی و رام نیز آمده‌ است. گفته شده که وی نوعی از ساز چنگ اختراع کرده بود که آن را نیز رام یا رامی می‌نامیدند.
- سرکش
- سرکب: نامش به صورت سرگس نیز آمده.
- کاسه‌گر: گفته شده که وی بر کاسه‌های چینی می‌نواخته‌ است
- نکیسا: نوازندهٔ چنگ بود.

## تقسیم‌بندی‌های موسیقایی

### سی لحن باربد
باربد برای بزم خسرو پرویز، ۳۶۰ دستان ساخته بود که هر روز سال، یکی از آن‌ها را می‌نواخت. در منابع بعدی، برای توصیف این دستان‌ها واژه‌هایی نظیر «لحن»، «پرده»، «قول»، «ترانه» و «تصنیف» نیز به کار رفته‌است. داریوش صفوت می‌نویسد که هیچ‌یک از منابع (از جمله خسرو و شیرین اثر نظامی گنجوی و برهان قاطع اثر محمدحسین بن خلف تبریزی) نام تمام این الحان را در خود ندارند و وی با تجمیع و مقایسهٔ این منابع، نام ۱۷۱ لحن را به دست آورده‌است. همچنین ۳۰ لحن از این بین، دارای اهمیت ویژه بودند و با اصطلاح سی لحن باربد شناخته می‌شدند اما صفوت بین فهرستی که این منابع برای سی لحن آورده‌اند مغایرت‌هایی یافت لذا فهرست این سی لحن را به شکل و ترتیبی که در منظومهٔ خسرو و شیرین آمده ذکر کرده (شماره‌های ۱ تا ۳۰ در فهرست زیر) و ۱۴۱ مورد دیگر را تنها به صورت الفبایی فهرست کرده‌است.

### هفت خسروانی
خسروانی، به جز آن که نام یکی از این الحان بود (که بالاتر اشاره شد)، در معنای دیگری نیز به کار می‌رفته‌ است: قطعه‌های موسیقی بر اساس پرده‌های سازندهٔ آن‌ها بررسی می‌شدند و آن‌ها که با هم همانندی داشتند در یک دسته قرار می‌گرفتند و به این ترتیب هفت خسروانی به دست می‌آمد. این هفت خسروانی چنین نام داشتند و اگر چه نام همهٔ آن‌ها در اسناد نیامده ولی صفوت نام برخی از آن‌ها به قرار زیر ذکر می‌کند: سکاف، ماداروسنان، سائیکاد، سیسوم (ششم)، جوبران. و حسینعلی ملاح نام آن‌ها را به این قرار می‌داند: بهار، بندستان، آپرین، مادوزسپان، ششم، گوه، اسپراس.
صفوت به نقل از ملاح می‌نویسد که پس از اسلام، بدون در نظر گرفتن منطقی که موجب پیدایش هفت خسروانی شد، به تناسب ماه‌های سال تعداد آن‌ها را از ۷ به ۱۲ افزایش دادند و به این ترتیب مقام‌های دوازده‌گانه به دست آمدند. صفوت همچنین هفت خسروانی را با آنچه عوفی «هفت دستگاه شاهانه» نامیده و مسعودی «طرق ملوکیه» نامیده برابر می‌داند.